# Cinta Raja (Bendahara)
Cinta Raja is een bestuurslaag in het regentschap Aceh Tamiang van de provincie Atjeh, Indonesië. Cinta Raja telt 762 inwoners (volkstelling 2010).